# Wild Adventures
Wild Adventures est un parc à thèmes et un parc zoologique situé à 8 kilomètres de Valdosta, en Géorgie, aux États-Unis. Il est dirigé par Herschend Family Entertainment Corporation.
Le parc est constitué de 7 zones thématiques comportant au total plus de 100 attractions, dont 8 montagnes russes, plus de 100 espèces animales exotiques, des spectacles, parc aquatique Splash Island et une scène de concert où se produisent régulièrement des stars de musique country, de musique pop, ou de rock.
Le billet d'entrée au parc donne accès à l'ensemble des attractions proposés ainsi qu'au zoo et au parc aquatique.

## Histoire
Kent Buescher, fondateur de Wild Adventures, bâtit le parc sur un terrain agricole en dehors de la ville de Valdosta, en Géorgie, en 1996. Débutant avec un petit zoo, le parc s'est très vite développé avec l'ajout en 1998 d'attractions. Le parc aquatique Splash Island ouvrit en 2003.
Pour le 10e anniversaire du parc en 2006, les bûches nommée Shaka Zula River Adventure, relocalisées de Miracle Strip Park, furent ajoutées.
Le 25 septembre 2007, Wild Adventures fut vendu en raison de son endettement. Adventure Parks Group LLC annonça la vente de Wild Adventure, ainsi que de Cypress Gardens Adventure Park, que le groupe avait acheté en 2004. Le groupe Herschend Family Entertainment Corporation racheta Wild Adventures pour 34.4 millions de dollars.
C'est aussi dans ce parc que furent tournées les scènes situées à Pacific Playland dans Zombieland.

## Le parc zoologique

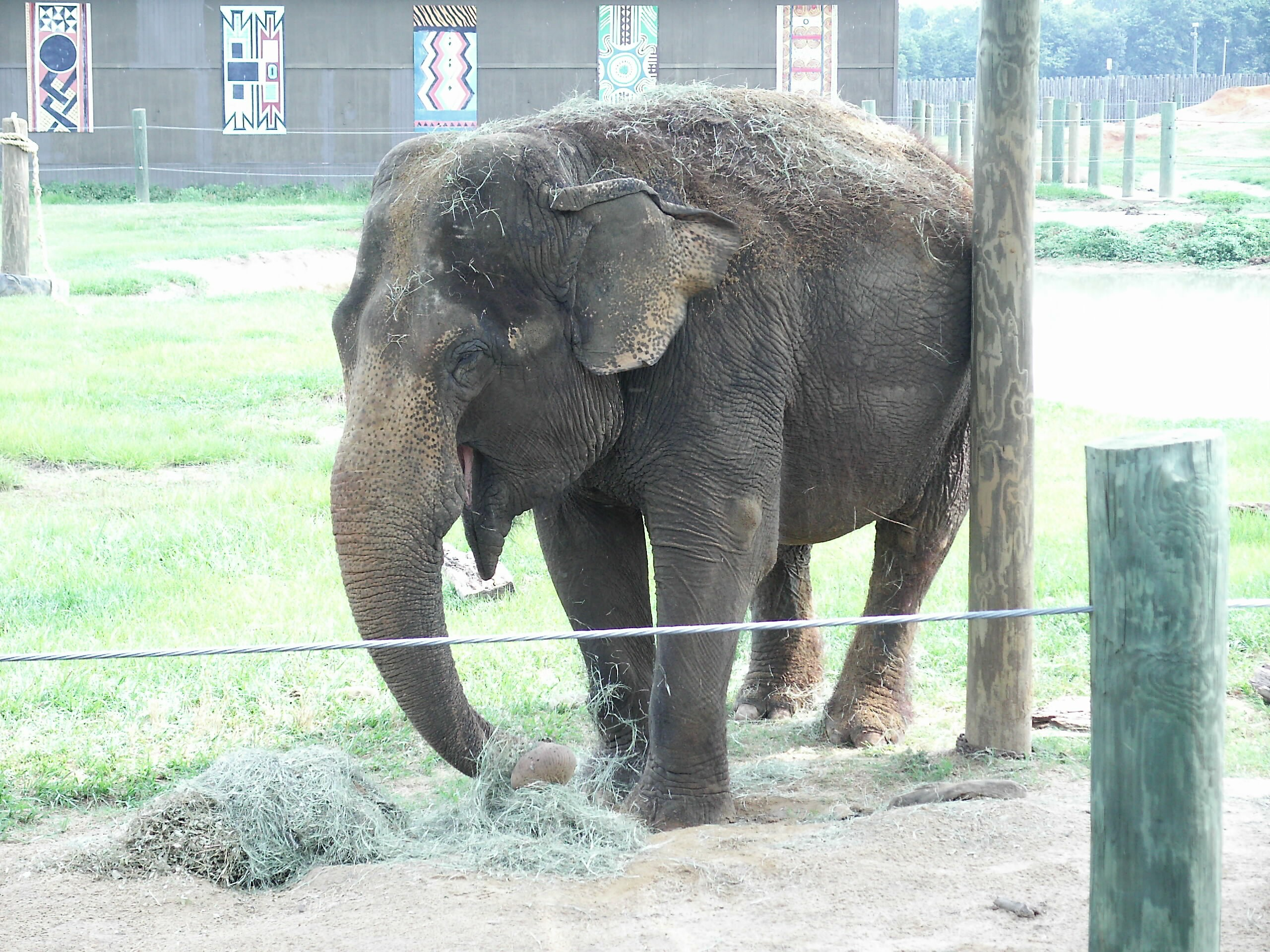
Éléphant du parc

## Le parc d'attractions

### Les montagnes russes
| Nom de l'attraction                             | Type                           | Constructeur | Année d'ouverture | Photo |
| ----------------------------------------------- | ------------------------------ | ------------ | ----------------- | ----- |
| Boomerang                                       | Montagnes russes navette       | Vekoma       | 1998              |       |
| Go Bananas! Bug Out de 2000 à 2010              | Wild Mouse                     | Maurer Söhne | 2000              |       |
| Outpost Express Ant Farm Express de 2000 à 2018 | Junior / Vekoma Junior Coaster | Vekoma       | 2000              |       |
| Swamp Thing                                     | Montagnes russes inversées     | Vekoma       | 2003              |       |
| Swampwater Snake Fiesta Express de 2003-2011    | Montagnes russes junior        | Zamperla     | 2019              |       |
| Twisted Typhoon Hangman de 1999-2011            | Montagnes russes inversées     | Vekoma       | 1999              |       |

### Attractions aquatiques
- Blackfoot Falls - Shoot the Chute de Hopkins Rides Inc
- Frontier Flume - Bûches junior
- Tasmanian River Rapids - Rivière rapide en bouées

### Autres attractions
- Aviator de Chance Rides
- Bugs Of The Jungle - Manège pour enfants
- Century Wheel - Grande roue
- Double Shot - Double Shot de S&S Worldwide
- Dragon Flyers - Samba Baloon de Zamperla
- Frog Hopper - Tour de chute junior de Zamperla
- Gauntlet - Screamin' Swing de S&S Worldwide
- Geronimo Skycoaster - Skycoaster
- Insect-O-Slide - Toboggan
- Pharaoh's Fury - Bateau à bascule de Chance Rides
- Power Surge - Zamperla
- Rio Grande Train - Train junior
- Safari Train Adventure - Train
- Shoo Fly... Shoo Carousel - Carrousel de High-Lite rides
- Sidewinder - Chance Rides
- Smash Attack - Autos tamponneuses de Moser's Rides
- Swingin' Safari - Chance Rides
- Tilt-A-Weevil - Tilt-A-Whirl de Sellner
- Whirling Wildcats - Troïka
- Yo-yo